# Maverick Banes
Maverick Banes (* 10. April 1992 in Gold Coast, Queensland) ist ein australischer Tennisspieler.

## Karriere
In seiner Juniorenkarriere spielte Maverick Banes etwa 100 Matches und erreichte in der Jugend-Weltrangliste 2009 mit Rang 74 seine beste Notierung. Einzig beim Grand-Slam-Turnier der Junioren in Melbourne 2008 und 2010 stand er dank einer Wildcard im Hauptfeld.
Erstmals regelmäßig bei den Profis spielte Banes 2011 auf der drittklassigen ITF Future Tour, wo er in diesem Jahr sein erstes Finale erreichte und das Jahr auf Platz 698 der Weltrangliste im Einzel beendete. 2012 gab er in Burnie sein Debüt auf der höherdotierten ATP Challenger Tour, wo er von den Turnierverantwortlichen eine Wildcard erhielt. Sein erstes Match auf diesem Niveau gewann er ein Jahr später in Melbourne gegen Stéphane Robert. 2014 in Adelaide kam er noch einen Schritt weiter bis ins Viertelfinale. Des Weiteren gewann er aus vier erreichten Finals bei Future-Turnieren zwei Titel und schaffte so einen kleinen Sprung bis Ende des Jahres auf Platz 355. Im Doppel gewann er bis zu diesem Zeitpunkt bereits fünf Titel, wozu 2015 nochmal fünf dazu kamen. Im Juni 2016 nach Erreichen des ersten Challenger-Finals in Canberra erreichte er im Doppel mit Rang 236 seine beste Platzierung.
Nach einer weniger erfolgreicher Zeit im Einzel steigerte sich Banes 2017 und kam abermals in Australien – in Traralgon – zu seinem ersten Challenger-Halbfinale. Dank eines Rankings innerhalb der Top 300 konnte der Australier so 2018 hauptsächlich bei Challengers an den Start gehen. Nach seinen Future-Titeln fünf bis sieben – im Doppel gewann er bislang zwölf – siegte er beim Challenger im südkoreanischen Gwangju. Im Finale gewann er gegen den Südkoreaner Nam Ji-sung in drei Sätzen. Wenig später erreichte er dadurch Platz 216 der Welt, sein Karrierehoch.

## Erfolge
| Legende (Anzahl der Siege)  |
| Grand Slam                  |
| ATP World Tour Finals       |
| ATP World Tour Masters 1000 |
| ATP World Tour 500          |
| ATP World Tour 250          |
| ATP Challenger Tour (1)     |

### Einzel

#### Turniersiege
| Nr. | Datum           | Turnier | Belag     | Finalgegner | Ergebnis      |
| --- | --------------- | ------- | --------- | ----------- | ------------- |
| 1.  | 19. August 2018 | Gwangju | Hartplatz | Nam Ji-sung | 6:3, 4:6, 6:4 |